# Prim (horlogerie)

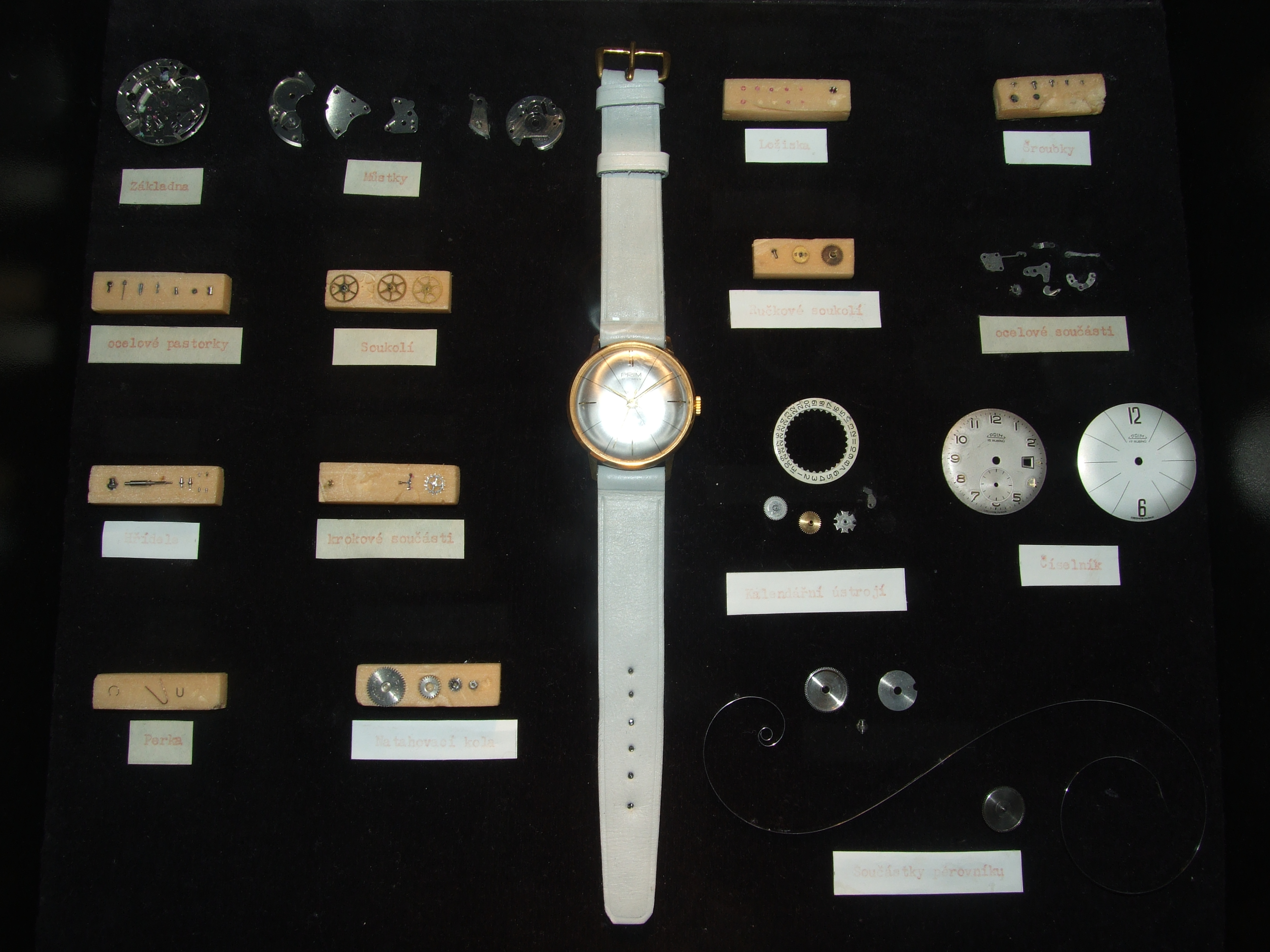
Montre mécanique Prim démontée.

Prim est une marque de montre mécanique créée en 1949 en République socialiste tchécoslovaque par l'entreprise Chronotechna basée à Šternberk. À partir de 1969, la fabrique est renommée Elton, et elle commence à produire des mouvements d'appareils de mesure et de montres aussi destinés à l'Armée populaire tchécoslovaque. C'est à cet usage militaire que les montres Prim doivent leur réputation de fiabilité et de robustesse. 
Après la Révolution de velours en 1989 la fabrique est privatisée et traverse une période très difficile. Elle est menacée de faillite. Marque est rachetée en 2001 par la société tchèque MPM-Quality. La marque a obtenu en 2010 le label Czech Made.
La marque Prim est actuellement utilisée par deux fabricants de montres, Elton hodinářská entreprises de Nové Město nad Metují et MPM-Quality de Frýdek-Místek. La légitimité de la vente et de l'utilisation de la marque fait l'objet d'un litige de longue date.
Elton hodinářská de Nové Město nad Metují fabrique des montres de luxe sur mesure au prix des dizaines de milliers de CZK, et toutes les pièces sont produites en République tchèque. MPM-Quality de Frýdek-Místek assemble ses montres à partir de pièces importées, qui se vendent à des niveaux plus abordables.
La société MPM-Quality utilise les logotypes originaux (plus anciens et plus récents que 1969) et Elton hodinářská utilise le logotype 'PRIM Manufacture 1949' et le logo plus récent (depuis 1969).
Parmi les utilisateurs des montres Elton hodinářská figurent également Václav Klaus, Petr Čech et Alain Delon, comme cadeau du bureau du gouvernement tchèque ont été reçus par exemple de Nicolas Sarkozy, couple royal espagnol, Angela Merkel, Barack Obama, Ferenc Gyurcsány, Robert Fico et Donald Tusk. Elton était un fournisseur de l'équipe olympique tchèque, les Olympiens tchèques ont équipé ces montres pour les Jeux olympiques de Londres, Sotchi et Rio de Janeiro.